# Lernraum
Der Begriff Lernraum bezieht sich in der Hochschuldidaktik auf physische, psychische und virtuelle Räume, die speziell dafür geschaffen wurden, um das Lernen bzw. allgemein die Wissenserzeugung in akademischen Bildungseinrichtung zu ermöglichen. Lernräume können in der Erwachsenenbildung traditionelle Veranstaltungsräume, Labore, Bibliotheken, Lernmanagementsysteme (LMS) oder andere innovative Lernumgebungen, wie z. B. Massive Open Online Courses (MOOCs) umfassen. Die Gestaltung und Nutzung von Lernräumen in der Hochschuldidaktik wird aus Perspektive der Bildungstechnologien, Bildungsforschung, Erziehungswissenschaften, Pädagogik, Umweltpsychologie und Architektur näher untersucht.

## Definition und Typen
Ein Lernraum ist definiert als eine Umgebung, in der Lernen stattfindet. Während ein Lernraum die Aneignung eines Ortes im Vollzug des Lernen beinhaltet, ist demgegenüber ein „Lernort [...] ein lokalisierbarer und entsprechend bezeichneter Ort, an dem Lernen stattfinden soll (Lernort als intentionales Konzept) oder tatsächlich stattfindet (de facto Lernort).“ Dementsprechend schließt der Raumbegriff nicht nur den intentionalen und materiellen Ort des Lernens, sondern auch die soziale Konstruktion und Bedingtheit des Lernens mit ein.
Lernräume können nach ihren Eigenschaften, ihrer Funktion und ihrem Design wie folgt kategorisiert werden:
1. Physische Lernräume: Diese umfassen traditionelle Klassenzimmer, Labore, Bibliotheken, Lernzentren und andere Orte auf dem Campus, die speziell für das Lernen und die Lehre gestaltet sind.
2. Virtuelle Lernräume: Diese umfassen Online-Lernplattformen, Lernmanagement-Systeme, MOOCs und andere digitale Räume, die für das Lernen und die Lehre genutzt werden.
3. Hybride Lernräume: Diese entstehen durch eine gezielte Verknüpfung physischer und digitaler Lernumgebungen, um zeit- und ortsvielfältige Lehr- und Lernszenarien umzusetzen.[3]

## Gestaltung von Lernräumen
Die Gestaltung von Lernräumen in der Hochschuldidaktik beinhaltet nicht nur physische und psychologische, sondern auch didaktische Aspekte. Physische Aspekte umfassen die Platzierung von Gegenständen und Möbeln, die Nutzung von Farben und Licht, und die Einbeziehung von Technologie. Psychologische Aspekte beinhalten die Schaffung einer Umgebung, die das Engagement, die Zusammenarbeit und die Motivation fördert. Didaktische Aspekte kommen in der Erwachsenenbildung insbesondere in „vorbereitend-disponierenden“ (z. B. der Zugang zum Ort des Lernens für Lernenden, möglichst barrierearme Gestaltung) und in „pädagogisch legitimierten“ (z. B. räumliche Muster bzw. Raumstruktur) Tätigkeiten der Vermittlung zum Vorschein. Die Gestaltung von Lernräumen kann auch durch pädagogische Theorien und Prinzipien beeinflusst werden. Zum Beispiel können flexible Lernräume, die eine Vielzahl von Lernaktivitäten ermöglichen, durch die Theorie des konstruktivistischen Lernens inspiriert sein. Gerade neue Gestaltungsformen wie hybride Lernräume werden teilweise zunächst in der Praxis erprobt; durch vergleichbare Beschreibungen – etwa in Entwurfsmustersammlungen (z. B. die Sammlung „Hybride Lernräume“ auf e-teaching.org) – wird dann die Übertragbarkeit auf andere Kontexte und die theoretische Erschließbarkeit unterstützt.
Temple (2008) betont, dass das Konstrukt Lernraum noch zu den am wenigsten didaktisch beforschten Untersuchungsgegenständen gehört. Bei Dahlinger (2009) wird der Lernraum als „dritter Pädagoge“ bezeichnet.

## Hochschuldidaktische Forschung
In der hochschuldidaktischen Erforschung von Lernräume findet häufig eine Auseinandersetzung über die Art und Qualität der Interaktion in verschiedenen Lernumgebungen und der vielfältigen Beziehungen zwischen Raum und Lernen statt. In vielen Studien werden dabei traditionelle Lernumgebungen mit innovativen, flexiblen Raumgestaltungsansätzen oder sogenannten „Active Learning Classrooms“ (ALCs) verglichen.  Viele Autoren gehen implizit davon aus, dass eine Änderung im Lehrdesign zu einer Verhaltensänderung führen könnte. Einige Forschung beschäftigen sich z. B. mit der Frage, welche Beziehungen zwischen Lernraum und Lernverhalten oder Lernergebnissen nachzuweisen sind und welche Rolle dabei die räumliche Komponente im Verhältnis zu anderen Komponenten wie den pädagogischen Überzeugungen oder Praktiken der Lehrkräfte spielt.

## Weiterführende Literatur
- Robert J. Beichner: History and Evolution of Active Learning Spaces. In: New Directions for Teaching and Learning. 2014, S. 9–16, doi:10.1002/tl.20081.
- Sarah Dahlinger: Der Raum als dritter Pädagoge. In: PÄD-Forum: unterrichten erziehen. Band 37./28., Nr. 6. Schneider Verlag, Hohengehren 2009, S. 247–250, doi:10.25656/01:3208.
- Phillip D. Long, Stephen C. Ehrmann: Future of the learning space: Breaking out of the box. In: EDUCAUSE Review. Band 40, Nr. 4, 8. Juli 2005, S. 42–58 (educause.edu [PDF]).
- Temple, P. (2008). Learning spaces in higher education: an under-researched topic. London Review of Education, 6(3), 229-241.Paul Temple: Learning spaces in higher education: an under-researched topic. In: London Review of Education. Band 6, Nr. 3, 2008, S. 229–241, doi:10.1080/14748460802489363.